# Cyclosa machadinho
Cyclosa machadinho är en spindelart som beskrevs av Levi 1999. Cyclosa machadinho ingår i släktet Cyclosa och familjen hjulspindlar. Inga underarter finns listade i Catalogue of Life.